# Goanna
Goanna es un motor de renderizado utilizado en las aplicaciones desarrolladas por Moonchild Productions (principalmente por el navegador web Pale Moon, su —ahora abandonado— cliente de correo electrónico FossaMail y el nuevo navegador web Basilisk). Goanna es software libre y de código abierto, sujeto a los términos de la Licencia Pública de Mozilla, versión 2.
Goanna es un derivado del código fuente del motor de renderizado Gecko, utilizado por Netscape y Mozilla, por lo tanto comparte muchas de sus características.
Está diseñado para soportar estándares web, y es utilizado por diferentes programas para mostrar páginas web y, en algunos casos, la propia interfaz de usuario de un programa (al dibujar XUL). Al igual que Gecko, Goanna ofrece una rica API de programación que lo hace apropiado para una gran variedad de tareas en agentes de usuarios conectados a Internet, como navegadores web, presentadores de contenido y aplicaciones cliente/servidor.
Goanna está escrito principalmente en C++ y es multiplataforma, por lo que funciona en varios sistemas operativos, entre ellos, GNU/Linux, OS X y Windows. Su desarrollo es contribuido por la comunidad de Pale Moon y el equipo de desarrollo responsable para su aplicación principal (el mencionado navegador web Pale Moon).

## Historia
El desarrollo del motor de renderizado conocido como "Goanna", en su forma actual, empezó a comienzos de 2015, siguiendo la creciente divergencia del desarrollo individual del navegador web Pale Moon, derivado de Mozilla Firefox, teniendo el primero varios cambios sobre el motor Gecko. Además, debido a la creciente preocupación ante la confusión por estos cambios, así como los asuntos legales que podrían devenir de incluir el nombre "Gecko", el cual es una marca registrada (propiedad de Netscape y licenciado a la Fundación Mozilla), se llegó a la conclusión de separar las aguas y crear un derivado de Gecko con otro nombre y protegido legalmente por la comunidad.

## Soporte de estándares
Desde el principio, Goanna está diseñado para apoyar estándares abiertos de la web. Algunos de los estándares apoyados son:
- CSS Nivel 2.1 (soporte parcial para CSS 3)
- DOM Nivel 1 y 2 (soporte parcial para DOM 3)
- HTML4 / HTML5
- Javascript 1.8.5 (soporte total para ECMAScript 5.1, soporte parcial para ECMAScript 6)
- MathML
- RDF
- XHTML 1.0
- XML 1.0
- SVG 1.1
- Varios formatos de imagen como JPEG, GIF, PNG, APNG y WebP